# Serdar Gökkaya
Serdar Gökkaya, (Almelo, 27 maart 1989) is een Nederlands-Turks voetballer die als aanvaller speelt.
Tussen 2007 en 2009 speelde hij één wedstrijd voor Heracles Almelo. Eind augustus 2009 tekende hij tot medio 2012 bij Gölbaşıspor. Op 15 november 2010 werd zijn contract daar ontbonden. In januari 2011 tekende hij bij Batman Petrolspor waar zijn contract op 29 augustus 2011 ontbonden werd.
In januari 2012 sloot hij op amateurbasis aan bij AGOVV Apeldoorn.

## Statistieken
| Seizoen | Club              | Land      | Competitie        | Wed. | Goals |
| ------- | ----------------- | --------- | ----------------- | ---- | ----- |
| 2008/09 | Heracles Almelo   | Nederland | Eredivisie        | 1    | 0     |
| 2009/10 | Gölbaşıspor       | Turkije   | 2. Lig B          | 25   | 6     |
| 2010/11 | Gölbaşıspor       | Turkije   | 2. Lig B          | 8    | 0     |
|         | Batman Petrolspor | Turkije   | 3. Lig Groep 2    | 9    | 2     |
| 2011/12 | AGOVV Apeldoorn   | Nederland | Eerste divisie    | 2    | 0     |
| 2012/13 | Siirtspor         | Turkije   | 3. Lig Groep 1    | 17   | 3     |
| 2013/14 | Şekerspor         | Turkije   | 3. Lig Groep 3    | 11   | 2     |
| 2014/15 | Tutap Şekerspor   | Turkije   | 3. Lig Groep 1    | 8    | 2     |
|         | Kahramanmaraşspor | Turkije   | 2. Lig Rode Groep |      |       |
| Totaal  | Totaal            | Totaal    | Totaal            | 81   | 15    |